# Sture Hammenskog
Sture Hammenskog, ursprungligen Andersson, född 1932 i Mellösa i Södermanland, död 1988 i Malmö, var en svensk journalist, författare och översättare.

## Biografi
Hammenskog var son till en predikantson i Arvidsjaur, där han bodde 1939–1951. I slutet av 1960-talet flyttade han till Malmö och antog där efternamnet Hammenskog. Efter några böcker under eget namn skrev han under pseudonym Steve Hammer tre böcker om westernhjälten Clay Allison och en bok under pseudonymen Bo Lagevi.
Sture Hammenskog jobbade även som  lärare i journalistik på Skurups folkhögskola, och fram till sin död som journalist på 
Sydsvenska Dagbladet i Malmö.